# Жмудзяк, Збигнев
Збигнев Мариан Жмудзяк (пол. Zbigniew Marian Żmudziak; 27 августа 1950, Люблин) — польский сотрудник правоохранительных органов и профсоюзный деятель. В ПНР — плутоновый гражданской милиции, организатор независимого профсоюза милиционеров, участник движения Солидарность. Интернирован при военном положении. После смены общественно-политического строя Польши служил в полиции. Один из руководителей Ассоциации ветеранов милицейского профсоюза «Достоинство».

## Сотрудник милиции
Родился в рабочей семье. Окончил железнодорожный техникум. В 1970—1974 работал на люблинском участке Польских железных дорог, затем — референт инвестиционного бюро окружной железнодорожной дирекции.
В 1977 Збигнев Жмудзяк перешёл на службу в гражданскую милицию. Работал в 4-м дзельницком комиссариате Люблина. К 1981 имел звание плутоновый (взводный). Впоследствии Жмудзяк говорил, что постоянно сталкивался на службе с несправедливостью и беззаконием.

Мы сыновья рабочих, крестьян и трудовой интеллигенции. Такие же, как и все. И мы хотим, чтобы милиция выполняла только те обязанности, для которых создана: охраняла правопорядок и общественную безопасность. А не решала вопросы для определённых людей.

Збигнев Жмудзяк

## Активист профсоюза
Летом 1980 Збигнев Жмудзяк сочувственно отнёсся к забастовочному движению и независимому профсоюзу Солидарность. Участвовал в развернувшихся общественных дискуссиях. Весной-летом 1981 Збигнев Жмудзяк активно включился в создание Независимого профсоюза сотрудников милиции (ZZ FMO).
29 мая 1981 плутоновый Жмудзяк возглавил Люблинскую воеводскую организацию ZZ FMO. 1 июня 1981 участвовал в учредительном съезде милицейского профсоюза в Варшаве, был избран в президиум всепольской учредительной комиссии. Участвовал в переговорах с министром внутренних дел генералом Кищаком.
Власти и в частности МВД жёстко отреагировали на попытку организовать независимый профсоюз милиционеров. Уже 18 июня 1981 Збигнев Жмудзяк был уволен из милиции. Это способствовало радикализации — он стал сторонником максимального сближения с «Солидарностью». Вместе с сержантом Иренеушем Сераньским, капитаном Здзиславом Кледзиком и сержантом Тадеушем Бартчаком участвовал в I съезде «Солидарности». Жмудзяк произнёс яркую речь: «Мы требуем никогда не использовать милицию против законных протестов рабочего класса!» — во многом изменившую отношение общества к инициативе милицейского профсоюза. 30 ноября вместе с Юлианом Секулой был задержан после профсоюзного заседания. На следующий день освобождён в результате протестов «Солидарности», особенно рабочих Люблинского автозавода.
После увольнения Збигнев Жмудзяк сохранил связи среди действующих сотрудников милиции. О предстоящем установлении военного режима и репрессиях против активистов друзья предупредили его заранее. Жмудзяк пытался передать предупреждение лидерам «Солидарности», но эту информацию не восприняли с должной серьёзностью.
13 декабря 1981 в Польше было введено военное положение. Около трёх недель Збигнев Жмудзяк скрывался в подполье. 3 января 1982 был задержан агентами госбезопасности. Был интернирован в лагере во Влодаве. Освобождён через два месяца по медицинским показаниям (операция аппендицита в лагерных условиях вызвала осложнения). Жил в Люблине, контактировал с подпольем «Солидарности». Зарабатывал содержанием игрового зала. Находился в разработке 3 отдела Люблинского управления МВД.

## В полиции и Ассоциации
После общественно-политических преобразований в Польше на рубеже 1980-х — 1990-х, преобразования ПНР в Третью Речь Посполитую, Збигнев Жмудзяк вернулся на службу. Несколько лет работал в люблинской полиции. Был председателем профсоюза полицейских в Люблине.
В 1994 Збигнев Жмудзяк вышел на пенсию. Состоит в Ассоциации «Достоинство» — организации ветеранов независимого профсоюза милиции. С 2006 — заместитель председателя Ассоциации Виктора Микусиньского, затем Юлиана Секулы. В 2009 награждён Офицерским крестом ордена Возрождения Польши.